# Diana Douglas
Diana Douglas (ur. 22 stycznia 1923 na Bermudach; zm. 3 lipca 2015 w Los Angeles) – amerykańska aktorka; matka Michaela Douglasa, pierwsza żona Kirka Douglasa.

## Filmografia
Filmy:
- Keeper of the Flame (1942) jako amerykańska dziewczyna
- Spóźniony George Apley (1947) jako Sarah
- Dom ludzi obcych (1949) jako Elaine Monetti
- Indiański wojownik (1955) jako Susan Rogers
- Zaloty (1970) jako pani Shavelson
- Kolejny mężczyzna, kolejna kobieta (1977) jako matka Mary
- Trybunał (1983) jako Adrian Caulfield
- Samoloty, pociągi i samochody (1987) jako Peg
- Zimne niebiosa (1991) jako matka St. Agnes
- Wszystko w rodzinie (2003) jako Evelyn Gromberg

Seriale TV:
- Dni naszego życia (od 1965) jako Martha Evans (w latach 1977-79 i 1982)
- Kung Fu (1972-75) jako s. Richardson (gościnnie, 1973)
- Ulice San Francisco (1972-77) jako Adele Sloane (gościnnie, 1974)
- Korzenie: Następne pokolenia (1979) jako Andy Warner
- Capitol (1982-87) jako pani Brady (gościnnie, 1982)
- Detektyw Remington Steele (1982-87) jako Hannah Dillon (gościnnie, 1982)
- Cagney i Lacey (1982-88) jako Blanche (gościnnie, 1983)
- Dallas (1978-91) jako dr Suzanne Lacey (gościnnie, 1983)
- Dynastia (1981-89) jako matka Blaisdel (gościnnie, 1981 i 1984)
- Hardcastle i McCormick (1983-86) jako Frances (gościnnie, 1986)
- Piękna i Bestia (1987-90) jako Margaret Chase (gościnnie, 1987)
- Prezydencki poker (1999-2006) jako Libby Lassiter (gościnnie, 2004)
- Dowody zbrodni (2003-10) jako pani Valentine (gościnnie, 2007)
- Ostry dyżur (1994-2009) jako Bertha Mendenhall (gościnnie, 2008)